# 山形運輸区
山形運輸区（やまがたうんゆく）は、山形県山形市にかつて存在した東日本旅客鉄道（JR東日本）東北本部の車掌・運転士が所属していた組織である。山形車掌区と山形運転所運転部門を統合して発足した。2022年3月11日限りで廃止し、現在は仙台統括センター。

## 歴史
- 1984年7月1日 - 山形車掌区新庄支区、米沢支区を廃止。新庄駅乗務員、米沢駅乗務員を配置。
- 1986年4月1日 - 新庄駅乗務員を廃止。一部行路を山形車掌区に編入。
- 1988年10月25日 - 長井線転換に伴い、米沢駅乗務員を廃止。奥羽線・米坂線行路を山形車掌区に編入。
- 1996年3月16日 - 山形車掌区、山形運転所、山形運転所米沢派出所を統合し山形運輸区が設置。
- 2003年7月11日 - ISO9001認証取得。
- 2022年3月12日 - 山形統括センター（山形、米沢の各駅、山形運輸区の統合）が発足。当区は廃止。

| スタブアイコン | サブスタブ | この項目は、まだ閲覧者の調べものの参照としては役立たない、鉄道に関連した書きかけの項目です。この項目を加筆・訂正などしてくださる協力者を求めています（P:鉄道/PJ:鉄道）。 |